# Rivière Pémonca
Pour les articles homonymes, voir Pémonca.
La rivière Pémonca est un affluent de rivière Ashuapmushuan, coulant dans le territoire non organisé de Lac-Ashuapmushuan et dans la municipalité de La Doré, dans la municipalité régionale de comté (MRC) du Domaine-du-Roy, dans la région administrative de Saguenay–Lac-Saint-Jean, dans la province de Québec, au Canada.
La vallée de la rivière Pémonca est surtout desservie par le chemin du rang Saint-Eugène (route 167), le chemin Pémonca et des routes forestières,.
La foresterie (principalement la sylviculture) constitue la principale activité économique de cette vallée.

## Géographie
La rivière Pémonca tire sa source à l'embouchure du lac à la Truite (longueur: 2,6 km; altitude: 272 m) lequel est interrelié par le nord-ouest au Lac du Crapaud (longueur: 1,1 km; altitude: 272 m). Le Lac à la Truite est alimenté par la décharge (venant de l'est) du Lac Villard, par la rivière aux Trembles (venant du sud-est), par la décharge de l'Étang aux Castors (venant du sud-ouest). Le Lac du Crapaud est alimenté surtout par la décharge (venant de l'ouest) des lacs Donnery et Sécheras.
L'embouchure du Lac à la Truite est située en zone forestière dans la municipalité de La Doré, à:
- 7,1 km au sud-ouest du hameau Pémonca;
- 11,4 km au sud-ouest de l'embouchure de la rivière Pémonca
- 12,8 km à l'ouest du centre du village de La Doré;
- 29,3 km à l'ouest du centre-ville de Saint-Félicien[2].

À partir de sa source, la rivière Pémonca coule sur 15,8 km avec une dénivellation de 103 m, surtout en zone agricole et de village en fin de parcours, selon les segments suivants:
- 9,8 km vers le nord-est en formant une bouche vers le sud-est, en recueillant la décharge (venant du nord) du lac Armiens, et la décharge (venant du nord) du lac Billy; tournant vers le nord jusqu'à un coude de rivière correspondant à la décharge (venant de l'ouest) des lacs Boran et Verville; puis vers le nord-est dans une vallée encaissée, jusqu'à la décharge (venant du nord) du lac Sarry. Note: Ce segment s'avère la limite sud de la réserve faunique Ashuapmushuan;
- 6,0 km vers l'est d'abord en coupant le chemin du rang Saint-Eugène (route 167), en formant une grande courbe vers le sud, tout en formant de nombreux serpentins, ainsi qu'en passant sous le pont ferroviaire, jusqu'à son embouchure[2].

La Rivière Pémonca se déverse sur rive sud-ouest de la rivière Ashuapmushuan, soit face à l'île aux Trembles (longueur: 1,3 km) et en amont d'une autre île. Cette confluence est située en amont de cinq séries de rapides dont la Petite chute à l'Ours et la Grande chute à l'Ours, et à:
- 22,0 km au nord-ouest du centre-ville de Saint-Félicien;
- 30,8 km au nord-ouest de l'embouchure de la rivière Ashuapmushuan[2].

À partir de l’embouchure de la Rivière Pémonca, le courant descend le cours de la rivière Ashuapmushuan sur 37,6 km, puis traverse le lac Saint-Jean vers l'est sur 41,1 km (soit sa pleine longueur), emprunte le cours de la rivière Saguenay via la Petite Décharge sur 172,3 km vers l'est jusqu'à Tadoussac où il conflue avec l’estuaire du Saint-Laurent.

## Toponymie
Le terme "Pémonca" est utilisé pour désigner une rivière, un hameau, un lac et des rapides, tous situés dans la même zone. Ce terme est d'origine innue, signifiant « la rivière est bordée par le sable ». Le Dictionnaire des rivières et lacs de la province de Québec de 1914 fait référence au toponyme « rivière Pémonka ». Jadis, le cours supérieur de la rivière Pémonca était désigné "rivière aux Trembles". Les Innus désignent cette rivière « Mingouche »,.
Le toponyme « Rivière Pémonca » a été officialisé le 5 décembre 1968 à la Banque des noms de lieux de la Commission de toponymie du Québec.